# Communailles-en-Montagne
Communailles-en-Montagne là một làng trong vùng hành chính Franche-Comté, thuộc tỉnh Jura, quận Lons-le-Saunier (quận), tổng Nozeroy. Tọa độ địa lý của xã là 46° 47' vĩ độ bắc, 06° 05' kinh độ đông. Communailles-en-Montagne nằm trên độ cao trung bình là 848 mét trên mực nước biển, có điểm thấp nhất là 770 mét và điểm cao nhất là 880 mét. Xã có diện tích 4.01 km², dân số vào thời điểm 2004 là 52 người; mật độ dân số là 13 người/km².

## Thông tin nhân khẩu
| 1962 | 1968 | 1975 | 1982 | 1990 | 1999 |
| ---- | ---- | ---- | ---- | ---- | ---- |
| 39   | 45   | 39   | 40   | 38   | 42   |